# Сухая Сыня
Сухая Сыня — река в Шурышкарском районе Ямало-Ненецкого АО, левая составляющая (исток) реки Сыня. Образована слиянием левой составляющей — рекой Лаптапай и правой — Харуты, длина реки 20 км.

## Данные водного реестра
По данным государственного водного реестра России относится к Нижнеобскому бассейновому округу, водохозяйственный участок реки — Обь от впадения реки Северная Сосьва до города Салехард, речной подбассейн реки — бассейны притоков Оби ниже впадения Северной Сосьвы. Речной бассейн реки — (Нижняя) Обь от впадения Иртыша.
Код объекта в государственном водном реестре — 15020300112115300029958.